# Microsoft Flight Simulator 1.0
Flight Simulator 1.0 fue programado por Bruce Artwick en 1979 para el Apple II y publicado en 1980 por SubLOGIC, la versión para el TRS-80 se publicó algunos meses después, ambas distribuidas en casete.
El juego ofrecía unos gráficos vectoriales que precisaban de bastante imaginación para recrear la vista exterior. Solo se tenía un avión y una región: una cuadrícula de 6x6 con montañas. El jugador podía presionar "W" y "declarar la guerra", entrando a un modo de la Primera Guerra Mundial. El objetivo era derribar los aviones enemigos y bombardear su base.
La versión del Apple II fue actualizada en 1981 con cambios menores. La primera versión para el PC, Microsoft Flight Simulator 1.0, fue lanzada en 1982 y su diseño era más parecido a las versiones de 8-bit del Flight Simulator II.
La profundidad y la perspectiva que proporcionaban estos gráficos monocromáticos eran sencillamente justas para proporcionar al usuario la experiencia de vuelo y la sensación de movimiento que permitían los PC’s de la época.